# Central hidroeléctrica Puntilla
La central hidroeléctrica Puntilla es una Central hidroeléctrica de pasada ubicada en la ribera sur del río Maipo en la Región Metropolitana de Santiago a unos 9 km al este de la ciudad de Puente Alto. Tiene una potencia de 22,1 MW.

## Historia
En la década de los años 1920, la Compañía Manufacturera de Papeles y Cartones, ubicada en Puente Alto, firmó un contrato con los canalistas de Pirque para usar las aguas del canal La Sirena en la generación de energía eléctrica para su planta en Puente Alto y también para los habitantes de Pirque.: 1 
Se estima que el canal La Sirena existe desde 1880 construido para desviar aguas del río Maipo y regar los campos de Pirque. Su bocatoma está ubicada en El Canelo, unos 14 km aguas arriba y recoge cerca de 30 m³/s, de los cuales 18 m³/s son aprovechados por las turbinas y luego desvueltos al río Maipo. Otros 12 m³/s sirven al riego de La Puntilla.: 10 
Durante 70 años, la CMPC gestionó la central, hasta que a fines de 1996, vendió a la Sociedad Canal del Maipo las instalaciones que entonces contaban con dos unidades generadoras tipo Francis, una instalada en 1926 de 4,5 MW y la otra en 1942 de 9,5 MW.

## Características técnicas
Desde 2006 la central fue potenciada con una nueva unidad generadora que le permite generar 21 MW.